# 阿尔卡多索
阿尔卡多索，是西班牙卡斯蒂利亚-拉曼恰自治区阿尔瓦塞特省的一个市镇。总面积100km², 总人口740人（2001年），人口密度7人/km²。